# Campeonato Italiano de Fútbol 1898
El Campeonato Italiano de Fútbol de 1898 fue la primera edición de dicha competición, que en 1929 daría lugar a la Serie A. Participaron de la competencia cuatro equipos: Internazionale Torino, Football Club Torinese, Genoa C.F.C y Ginnastica Torino. El torneo arrancó desde las semifinales, que se disputaron a partido único, los ganadores disputaron la final. El campeón fue el Genoa C.F.C.
Un dato curioso fue que los tres partidos se jugaron en un mismo día y lugar: un 8 de mayo y en Turín.

## Equipos participantes
| Club                   | Ciudad |
| ---------------------- | ------ |
| Internazionale Torino  | Turín  |
| Football Club Torinese | Turín  |
| Genoa C.F.C            | Génova |
| Ginnastica Torino      | Turín  |

## Torneo

### Semifinales
| Equipo local          | Resultado | Equipo visitante |
| --------------------- | --------- | ---------------- |
| Internazionale Torino | 2-1       | FBC Torinese     |

| Equipo local | Resultado | Equipo visitante  |
| ------------ | --------- | ----------------- |
| Genoa        | 2-1       | Ginnastica Torino |

### Final
| 8 de mayo de 1898 | Internazionale Torino | 1:2 | Genoa C.F.C.      | Velódromo Umberto I, Turín                             |                                                        |
|                   | Bosio                 |     | Spensley · Leaver | Asistencia: 100 espectadores Árbitro(s): Adolf Jourdan | Asistencia: 100 espectadores Árbitro(s): Adolf Jourdan |

|           |
| Campeón   |
| Genoa     |
| 1º título |

### Equipo campeón
| Alineación del Genoa: |                               |
|                       |                               |
| 1                     | William Baird                 |
| 2                     | Ernesto De Galleani           |
| 3                     | Fausto Ghigliotti             |
| 4                     | Edoardo Pasteur I             |
| 5                     | James Richardson Spensley (c) |
| 6                     | Ettore Wallys Ghiglione       |
| 7                     | Robert Al Leaver              |
| 8                     | Giovanni Bocciardo            |
| 9                     | Henri Arthur Dapples          |
| 10                    | Silvio Piero Bertollo         |
| 11                    | John Quertier Le Pelley       |